# Шевченко, Борис Демидович
Шевченко Борис Демидович (7 октября 1904, Андреевка, Харьковская губерния — 28 января 1944, Липовецкий район, Винницкая область) — участник Великой Отечественной войны, Герой Советского Союза (1944). Начальник штаба 68-й гвардейской стрелковой дивизии, гвардии полковник.

## Биография
Родился в 1904 году в с. Андреевка ныне Балаклейского района Харьковской области. Украинец.
В РККА с 1926 года по 1928 год и с 1932 года. Член ВКП(б) с 1932 года.
С апреля 1939 года — начальник 4-го отделения штаба 76-й горно-стрелковой дивизии.
В 1941 году, заочно окончил 2-й курс Военной академии им. М. В. Фрунзе.
Великую Отечественную войну встретил на границе с Ираном.
Участник совместной британско-советская операция Второй мировой войны по оккупации Ирана под кодовым наименованием «Операция „Согласие“» (англ. Operation Countenance) проводилась с 25 августа 1941 года по 17 сентября 1941 года.
На фронтах Великой Отечественной войны с 27 сентября 1941 года.
Представлен к награждению званием Героя Советского Союза за умелую организацию форсирования реки Днепр дивизией, за успешные операции по овладению на правом берегу реки плацдармом, проявленные при этом доблесть и мужество. Указом Президиума Верховного Совета СССР «О присвоении звания Героя Советского Союза генералам, офицерскому, сержантскому и рядовому составу Красной Армии» от 10 января 1944 года за «образцовое выполнение боевых заданий командования на фронте борьбы с немецко-фашистскими захватчиками и проявленные при этом отвагу и геройство» удостоен звания Героя Советского Союза с вручением ордена Ленина и медали «Золотая Звезда». 
Погиб в ночном бою 29 января 1944 года восточнее города Липовец при попытке выхода из окружения (труп остался на территории занятой противником). Считается похороненым в братской могиле в центре г. Липовец.

## Награды
- Орден Красного Знамени (6 января 1944)
- Орден Отечественной войны II степени (13 марта 1943)
- Орден Красной Звезды (26 сентября 1942)
- Медаль «За оборону Сталинграда» (4 июня 1943)